# Mitrídates III del Ponto

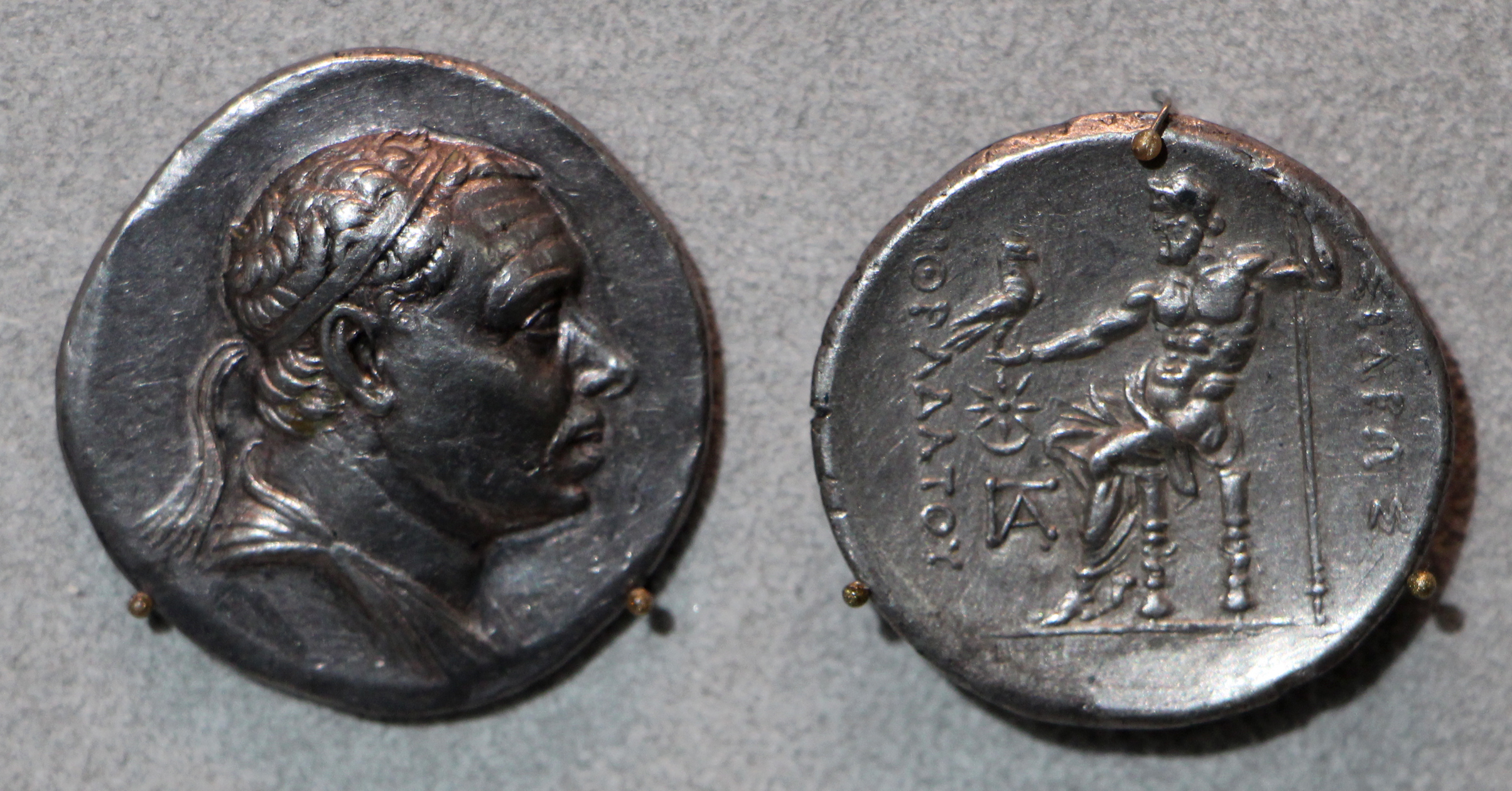
Tetradracma de Mitrídates III del Ponto

Mitrídates III del Ponto (en griego antiguo: Mιθριδάτης) fue rey del Ponto entre los años 220 a. C. y 184 a. C.
Cuarto rey del Ponto, sucedió a su padre Mitrídates II del Ponto. No se conoce nada de estos años, porque en este período, el reino del Ponto desaparece de la historia. Algunos historiadores dudan de la misma existencia de este rey, prescindiendo de él en la dinastía, y alargando el reinado de Mitrídates II desde el año 250 a. C. hasta el 184 a. C. Sin embargo, su existencia es necesaria según la cuenta de Apiano para la indicación de que Mitrídates VI del Ponto fue el octavo rey de la dinastía, y el sexto de este nombre. Mitrídates se casó con una oscura princesa seléucida llamada Laodice. De ella tuvo tres hijos: Mitrídates IV del Ponto, Farnaces I del Ponto y Laodice.